# مايكل ناومن
مايكل ناومن (بالألمانية: Michael Naumann)‏ (و. 1941  م) هو صحفي، وناشر، وكاتب من ألمانيا، وألمانيا الشرقية، ولد في كوتن، هو عضوٌ الحزب الديمقراطي الاجتماعي الألماني.

## مناصب
تولى منصب المفوضية الاتحادية الألمانية للثقافة والوسائط المتعددة ‏ (1998–2001)
.

## التعليم
تعلم في جامعة أوكسفورد
.

## جوائز
حصل على جوائز منها:

نيشان استحقاق صليب الضباط لجمهورية ألمانيا الاتحادية

## وصلات خارجية
- مايكل ناومن على موقع IMDb (الإنجليزية)
- مايكل ناومن على موقع مونزينجر (الألمانية)
- مايكل ناومن على موقع كينوبويسك (الروسية)

- مايكل ناومن في قاعدة بيانات الأفلام على الإنترنت